# دهستان (بزكش)
دهستان (بالفارسية: دهستان) هي منطقة سكنية تقع في إيران في قسم بزكش الریفي. يقدر عدد سكانها بـ 138 نسمة .